# Élections législatives sénégalaises de 2007
Les élections législatives de 2007  devaient, à l'origine, avoir lieu au Sénégal le 25 février 2007. Cependant, à la suite de l’annulation d’un décret présidentiel sur la répartition des députés par le Conseil d’État, celles-ci ont été reportées au 3 juin 2007.

Les élections se sont donc déroulées après l’élection présidentielle qui a vu la réélection contestée d’Abdoulaye Wade.

## Participation
Les principaux partis de l’opposition, (Rewmi, le Parti socialiste, l’Alliance des forces de progrès et la Ligue démocratique/Mouvement pour le parti du travail), réunis dans le Front Siggil Sénégal, ont décidé de boycotter ces élections, devant le refus du gouvernement d’accepter un audit du fichier électoral.
Ce mot d'ordre semble avoir été entendu puisque sur les 5 002 533 électeurs inscrits, 1 738 185 se sont rendus aux urnes, soit 34,7 %. À titre de comparaison, le taux de participation avait été de 67,4 % lors des élections législatives de 2001.

## Candidats
Le ministre de l'Intérieur a publié le 13 avril la liste des formations politiques et coalitions autorisées à prendre part aux élections législatives:
- Coalition And Défar Sénégal
- Coalition Takku Défaraat Sénégal
- Coalition Sopi 2007
- Coalition Waar Wi
- Convergence pour le renouveau et la citoyenneté (CRC)
- Mouvement de la réforme pour le développement social (MRDS)
- Alliance pour le progrès et la justice/Jëf-Jël
- Rassemblement pour le peuple (RP)
- Union nationale patriotique/Tekki (UNP)
- Parti socialiste authentique (PSA)
- Rassemblement des écologistes du Sénégal - Les Verts (RES)
- Front pour le socialisme et la démocratie/Benno Jubël (FSD/BJ)
- Rassemblement patriotique sénégalais/Jammi Rewmi (RPS/JR)
- Parti social-démocrate/Jant-Bi (PSD/JB)

3 581 candidats se sont présentés pour les 150 sièges que compte désormais l'Assemblée nationale.

## Résultats
| Partis                                                | Voix      | %     | Sièges |
| ----------------------------------------------------- | --------- | ----- | ------ |
| Coalition Sopi 2007                                   | 1 190 609 | 69,21 | 131    |
| Coalition Takku Defaraat Sénégal                      | 86 621    | 5,04  | 3      |
| Coalition And Defaar Sénégal                          | 84 998    | 4,94  | 3      |
| Coalition Waar Wi                                     | 74 919    | 4,35  | 3      |
| Rassemblement pour le peuple                          | 73 083    | 4,25  | 2      |
| Front pour le socialisme et la démocratie/Benno Jubël | 37 427    | 2,18  | 1      |
| Alliance pour le progrès et la justice/Jëf-Jël        | 33 297    | 1,94  | 1      |
| Convergence pour le renouveau et la citoyenneté       | 30 658    | 1,78  | 1      |
| Parti socialiste authentique                          | 26 320    | 1,53  | 1      |
| Union nationale patriotique/Tekki                     | 22 271    | 1,29  | 1      |
| Mouvement de la réforme pour le développement social  | 20 041    | 1,16  | 1      |
| Rassemblement des écologistes du Sénégal - Les Verts  | 17 267    | 1,00  | 1      |
| Parti social-démocrate/Jant-Bi                        | 15 968    | 0,93  | 1      |
| Rassemblement patriotique sénégalais/Jammi Rewmi      | 6 847     | 0,40  | 0      |
| Total (taux de participation 34,75 %)                 | 1 720 326 | 100,0 | 150    |